# Soignies
Soignies (tiếng Hà Lan: Zinnik) là một đô thị ở tỉnh Hainaut, Bỉ. Đô thị này gồm thị xã Soignies và các làng Casteau, Chaussée-Notre-Dame-Louvignies, Horrues, Neufvilles, Naast và Thieusies. Casteau có SHAPE, tổng hành dinh của NATO, đã đóng ở đây từ năm 1967.
Soignies nổi tiếng với đá vôi xanh (Carrières du Hainaut) và ngành thủy tinh(Durobor).
Dân địa phương nổi tiếng:

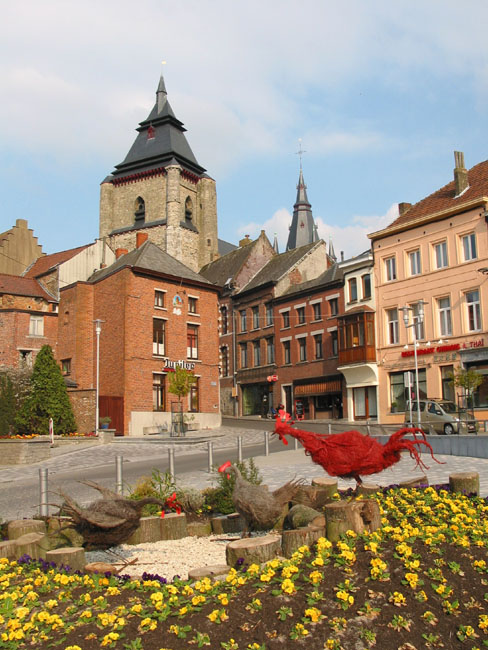
Soignies

- Jules Bordet, nhà miễn dịch và vi trùng học (thế kỷ 19)
- Paul van Zeeland, luật sư, nhà kinh tế và nhà chính trị (thế kỷ 19)
- Johan Walem, cầu thủ bóng đá (thế kỷ 20)